# Fiumi più lunghi d'Europa
Elenco dei fiumi dell'Europa in ordine di lunghezza, dove sono indicati quasi tutti quelli con lunghezza superiore a 600 km e parte di quelli con lunghezza inferiore ma superiore a 400 km.
| Nome                             | Lunghezza (km) | Stati attraversati                                                                              | Foce                       |
| -------------------------------- | -------------- | ----------------------------------------------------------------------------------------------- | -------------------------- |
| Volga                            | 3 531          | Russia                                                                                          | Mar Caspio                 |
| Danubio                          | 2 858          | Germania, Austria, Slovacchia, Ungheria, Croazia, Serbia, Romania, Bulgaria, Ucraina, Moldavia. | Mar Nero                   |
| Ural                             | 2 428          | Russia e Kazakistan                                                                             | Mar Caspio                 |
| Dnepr/Dnipro                     | 2 201          | Russia, Bielorussia, Ucraina                                                                    | Mar Nero                   |
| Don                              | 1 870          | Russia                                                                                          | Mar d'Azov                 |
| Pečora                           | 1 809          | Russia                                                                                          | Mare di Barents            |
| Kama                             | 1 805          | Russia                                                                                          | Volga                      |
| Oka                              | 1 480          | Russia                                                                                          | Volga                      |
| Belaja                           | 1 430          | Russia                                                                                          | Kama                       |
| Dnestr/Dnister                   | 1 370          | Ucraina, Moldavia                                                                               | Mar Nero                   |
| Reno                             | 1 320          | Svizzera, Liechtenstein, Austria, Germania, Francia, Paesi Bassi                                | Mare del Nord              |
| Vjatka                           | 1 314          | Russia                                                                                          | Kama                       |
| Dvina Settentrionale             | 1 302          | Russia                                                                                          | Mar Bianco                 |
| Elba                             | 1 165          | Repubblica Ceca, Germania                                                                       | Mare del Nord              |
| Desna                            | 1 130          | Russia, Ucraina                                                                                 | Dnepr                      |
| Vyčegda                          | 1 130          | Russia                                                                                          | Dvina Settentrionale       |
| Donec                            | 1 053          | Russia, Ucraina                                                                                 | Don                        |
| Vistola                          | 1 047          | Polonia                                                                                         | Mar Baltico                |
| Dvina occidentale/Daugava        | 1 020          | Russia, Bielorussia, Lettonia                                                                   | Mar Baltico                |
| Loira                            | 1 020          | Francia                                                                                         | Oceano Atlantico           |
| Tago                             | 1 007          | Spagna, Portogallo                                                                              | Oceano Atlantico           |
| Sava                             | 990            | Slovenia, Croazia, Bosnia, Serbia                                                               | Danubio                    |
| Tibisco                          | 976            | Ucraina, Romania, Ungheria, Serbia                                                              | Danubio                    |
| Mezen'                           | 966            | Russia                                                                                          | Mar Bianco                 |
| Prut                             | 953            | Ucraina, Romania, Moldavia                                                                      | Danubio                    |
| Nemunas                          | 937            | Bielorussia, Lituania, Russia                                                                   | Mar Baltico                |
| Ebro                             | 927            | Spagna                                                                                          | Mediterraneo               |
| Mosa                             | 925            | Francia, Belgio, Paesi Bassi                                                                    | Reno                       |
| Ufa                              | 918            | Russia                                                                                          | Belaja                     |
| Duero/Douro                      | 895            | Spagna, Portogallo                                                                              | Oceano Atlantico           |
| Kuban'                           | 870            | Russia                                                                                          | Mar Nero                   |
| Bug Orientale (o Meridionale)    | 857            | Ucraina                                                                                         | Mar Nero                   |
| Oder                             | 854            | Repubblica Ceca, Polonia, Germania                                                              | Mar Baltico                |
| Sura                             | 841            | Russia                                                                                          | Volga                      |
| Rodano                           | 812            | Svizzera, Francia                                                                               | Mar Mediterraneo           |
| Warta                            | 808            | Polonia                                                                                         | Oder                       |
| Senna                            | 776            | Francia                                                                                         | Oceano Atlantico           |
| Bug Occidentale                  | 772            | Ucraina, Bielorussia, Polonia                                                                   | Vistola                    |
| Drava                            | 749            | Italia, Austria, Slovenia, Croazia, Ungheria                                                    | Danubio                    |
| Sejm                             | 748            | Russia, Ucraina                                                                                 | Desna                      |
| Guadiana                         | 744            | Spagna, Portogallo                                                                              | Oceano Atlantico           |
| Weser-Werra                      | 744            | Germania                                                                                        | Mare del Nord              |
| Mureș                            | 725            | Romania, Ungheria                                                                               | Tibisco                    |
| Guadalquivir                     | 722            | Spagna                                                                                          | Oceano Atlantico           |
| Psel                             | 717            | Ucraina, Russia                                                                                 | Dnepr                      |
| Pryp"jat'                        | 710            | Ucraina, Bielorussia                                                                            | Dnepr                      |
| Siret                            | 706            | Ucraina, Romania                                                                                | Danubio                    |
| Grande Irgiz                     | 675            | Russia                                                                                          | Volga                      |
| Horyn'                           | 659            | Ucraina, Bielorussia                                                                            | Pripjat'                   |
| Po                               | 652            | Italia                                                                                          | Mare Adriatico             |
| Garonna                          | 647            | Francia, Spagna                                                                                 | Oceano Atlantico           |
| Terek                            | 623            | Georgia, Russia                                                                                 | Mar Caspio                 |
| Olt                              | 615            | Romania                                                                                         | Danubio                    |
| Samara                           | 594            | Russia                                                                                          | Volga                      |
| Torne+Muonio                     | 570            | Svezia, Finlandia                                                                               | Golfo di Botnia            |
| Kemi                             | 550            | Finlandia                                                                                       | Golfo di Botnia            |
| Mosella                          | 544            | Francia, Lussemburgo, Germania                                                                  | Reno                       |
| Dal                              | 541            | Svezia                                                                                          | Golfo di Botnia            |
| Meno                             | 540            | Germania                                                                                        | Reno                       |
| Marna                            | 525            | Francia                                                                                         | Senna                      |
| Torne                            | 522            | Svezia, Finlandia                                                                               | Golfo di Botnia            |
| Inn/Eno                          | 517            | Svizzera, Austria, Germania                                                                     | Danubio                    |
| Marica/Evros                     | 514            | Bulgaria, Grecia, Turchia                                                                       | Mar Egeo                   |
| Moscova                          | 502            | Russia                                                                                          | Oka                        |
| Júcar                            | 498            | Spagna                                                                                          | Mediterraneo               |
| Grande Morava+Morava occidentale | 493            | Serbia                                                                                          | Danubio                    |
| Dordogna                         | 490            | Francia                                                                                         | Oceano Atlantico (Gironda) |
| Narew                            | 484            | Bielorussia, Polonia                                                                            | Vistola                    |
| Lot                              | 481            | Francia                                                                                         | Garonna                    |
| Saona                            | 480            | Francia                                                                                         | Rodano                     |
| Ume                              | 470            | Svezia                                                                                          | Golfo di Botnia            |
| Ångerman                         | 463            | Svezia                                                                                          | Golfo di Botnia            |
| Doubs                            | 453            | Francia, Svizzera                                                                               | Saona                      |
| Weser                            | 452            | Germania                                                                                        | Mare del Nord              |
| Kalix                            | 450            | Svezia                                                                                          | Golfo di Botnia            |
| Lule                             | 450            | Svezia                                                                                          | Golfo di Botnia            |
| Vindel                           | 445            | Svezia                                                                                          | Ume                        |
| Moldava                          | 440            | Repubblica Ceca                                                                                 | Elba                       |
| San                              | 433            | Ucraina, Polonia                                                                                | Vistola                    |
| Ljusnan                          | 430            | Svezia                                                                                          | Golfo di Botnia            |
| Indalsälven                      | 420            | Svezia                                                                                          | Golfo di Botnia            |
| Struma/Strymónas                 | 415            | Bulgaria, Grecia                                                                                | Mar Egeo                   |
| Saale                            | 413            | Germania                                                                                        | Elba                       |
| Adige                            | 410            | Italia                                                                                          | Mare Adriatico             |
| Allier                           | 410            | Francia                                                                                         | Loira                      |
| Skellefte                        | 410            | Svezia                                                                                          | Golfo di Botnia            |
| Tevere                           | 405            | Italia                                                                                          | Mar Tirreno                |